# Achmad Saba'a
Achmad Saba'a (in arabo احمد سبع‎?, in ebraico אחמד סבע‎?; Majd al-Krum, 24 maggio 1980) è un ex calciatore palestinese con cittadinanza israeliana, di ruolo attaccante.
Cittadino arabo di Israele, è cresciuto calcisticamente nell'Hapoel Majd al-Kurum, per poi passare nel 2002 all'Hapoel Akko e nel 2003 all'Hapoel Bnei Lod. Dal 2009 milita nel Maccabi Netanya, con cui ha esordito nelle Coppe europee il 23 luglio 2009 in Europa League, segnando un goal nella partita di ritorno del primo turno preliminare vinta per 3-0 contro gli Sliema Wanderers.